# 밀양 표충사 대원암 조왕탱
밀양 표충사 대원암 조왕탱(密陽 表忠寺 大願庵 竈王幀)은 대한민국 경상남도 밀양시 단장면 구천리, 표충사 대원암에 있는 대한제국시대의 불화이다. 2008년 1월 10일 경상남도의 문화재자료 제430호로 지정되었다.

## 개요
표충사 대원암(大願庵) 조왕탱(竈王幀)은 화기에서 밝히고 있듯이 대한제국시대인 光武 7년(1903)에 표충사 내원암에서 조성하여 현재의 대원암에 옮겨 봉안한 조성 및 봉안내력을 간직한 채 현 위치를 잘 지키고 있는 탱화이자 조왕을 단독으로 묘사한 조왕탱이다.

## 같이 보기
- 조왕신

## 참고 문헌
- 표충사대원암조왕탱 - 국가유산청 국가유산포털